# Chrysonotomyia pansata
Chrysonotomyia pansata är en stekelart som beskrevs av Christer Hansson 2004. Chrysonotomyia pansata ingår i släktet Chrysonotomyia och familjen finglanssteklar.
Artens utbredningsområde är:
- Colombia.
- Costa Rica.
- Venezuela.

Inga underarter finns listade i Catalogue of Life.